# Tomate aux crevettes
La tomate aux crevettes, ou tomate-crevettes, est une spécialité culinaire belge,, composée d'une tomate évidée, non mondée, farcie de crevettes grises décortiquées et mélangées à de la mayonnaise. Le chapeau de la tomate est parfois replacé au-dessus comme décoration.
Ce plat peut être servi en entrée ou en plat de résistance, accompagné de frites et de crudités la plupart du temps.